# 半荷包紫堇
半荷包紫堇（学名：Corydalis hemidicentra）为罂粟科紫堇属下的一个种。

## 扩展阅读
- 維基物種上的相關：半荷包紫堇